# Кирилл Астраханский
Кири́лл Астраха́нский (ум. 1576) — игумен Русской православной церкви, основатель Астраханского Свято-Троицкого монастыря.
Вскоре по присоединении Астрахани к Московскому государству, первый воевода астраханский, князь Серебряный-Оболенский, просил Иоанна IV Грозного прислать в Астрахань «человека святого — монаха, чтобы он учил добру и в крещеную веру загонял, как разум достанет»; Иоанн IV послал игумена Кирилла.
Прибывши в Астрахань, Кирилл ревностно занялся устроением церкви и распространением христианства в новозавоеванном крае, причем своею кротостью приобрел уважение даже среди магометан настолько прочное, что память о нём сохраняется до сего времени. Вскоре после своего поселения в Астрахани, Кирилл основал монастырь, Троицкая церковь которого была освящена уже в 1576 году, в год кончины отца Кирилла.
Назначая Кирилла в Астрахань, Иван Грозный, грамотой от 12 февраля 1567 года пожаловал ему на пропитание его и братии учуг Иванчугский. Могила Кирилла почиталась священной в и на ней совершались дозволенные в подобных случаях священнослужения.